# Franck Alengry
Pour les articles homonymes, voir Alengry.
Alfred François Henri Alengry, dit Franck Alengry, né le 8 septembre 1865 à Saint-Tropez et mort le 19 octobre 1946 dans le 6e arrondissement de Paris, est un philosophe et juriste français. 
Il est d'abord professeur agrégé avant de devenir inspecteur d'académie puis recteur. Il écrit des ouvrages consacrés à Auguste Comte et à Condorcet.

## Biographie

### Famille et études
Alfred François Henri Alengry, dit Franck Alengry, est né le 8 septembre 1865 à Saint-Tropez,. Il est le fils de Henri-Laurent Alengry, qui est commis dans l'administration fiscale et de Clarisse Austers. Franck Alengry est élève au collège de Castres puis au lycée d'Albi. Après son baccalauréat ès sciences obtenu en 1884, il poursuit des études à la Faculté des lettres de Bordeaux. Il obtient l'agrégation de philosophie en 1892 et soutient un doctorat ès lettres à la Sorbonne en 1900 et un doctorat en droit à Toulouse en 1902.
Il se marie le 14 juin 1893, avec Anne Debregeas. Ils ont deux enfants.

### Carrière

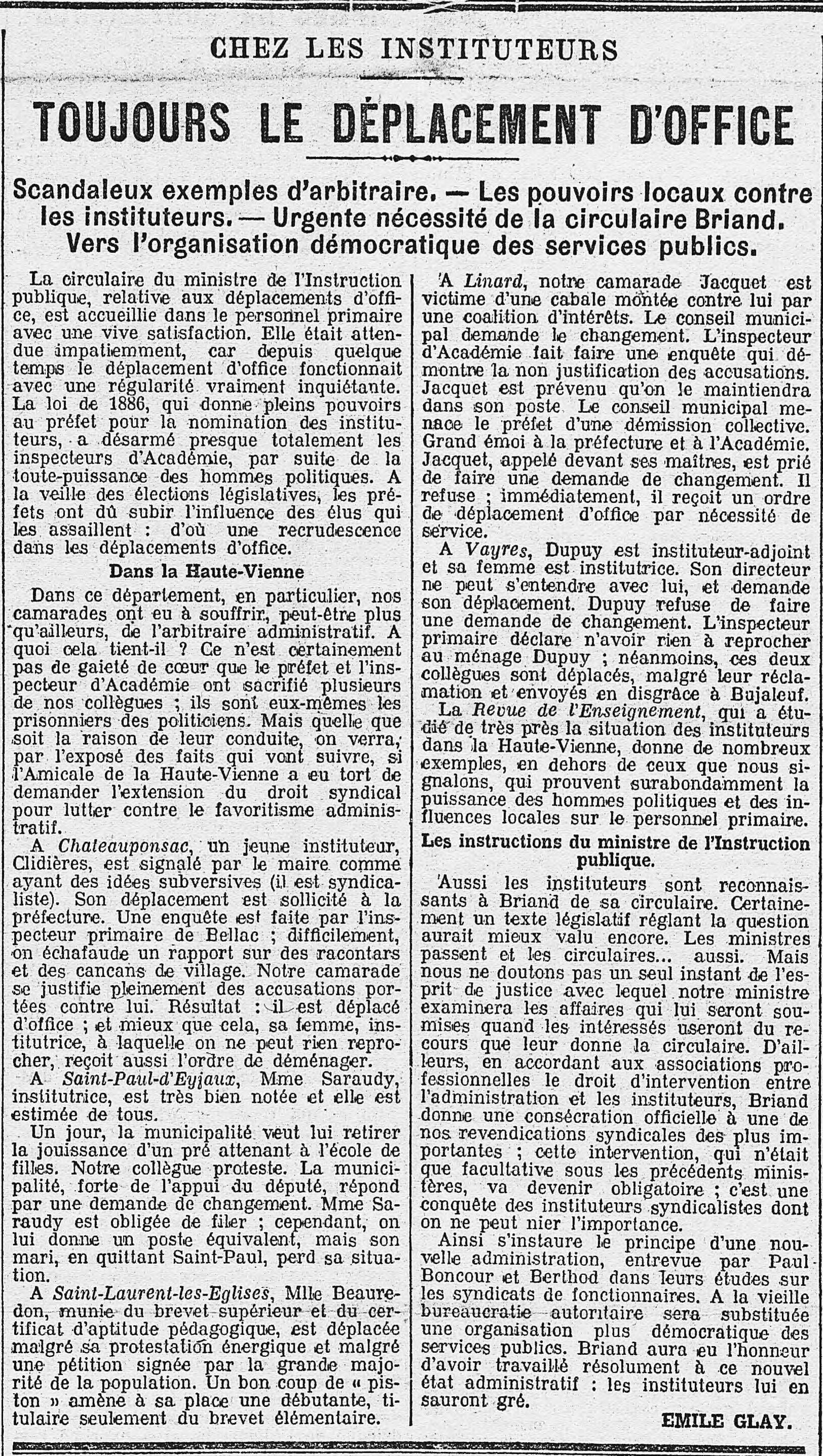
Article dans L'Humanité dénonçant les sanctions prises par Franck Alengry contre les instituteurs, 9 avril 1906. Gallica.

Franck Alengry est maître-auxiliaire au lycée de Bordeaux en 1885-1886 puis, de 1892 à 1899, professeur agrégé de philosophie au collège de Figeac, au lycée de Tarbes puis au lycée de Pau. 
Il devient inspecteur d'académie en 1899, d'abord en Corrèze de 1899 à 1901. En 1900, l'évêque de Tulle dénonce, dans deux lettres, l'attitude d'Alengry envers l'Église catholique. Alors que Franck Alengry vient de soutenir sa thèse sur Auguste Comte, l'évêque l'accuse d'avoir dénigré l'Église catholique et la religion chrétienne dans une conférence donnée aux instituteurs. Il est ensuite inspecteur d'académie en Haute-Vienne (1901-1907) et en Haute-Garonne (1907-1912). À Limoges, en 1901, il doit faire face à une campagne de presse qui dénonce la quarantaine de mutations qu'il impose aux instituteurs. En 1906, la Revue de l'enseignement primaire et L'Humanité dénoncent ses sanctions contre les instituteurs syndicalistes et socialistes.
Sa candidature à la fonction de recteur est soutenue par nombreux élus (députés, sénateurs , etc.). Il est recteur de l'académie de Chambéry de 1912 à 1919. Pendant la Première Guerre mondiale, il s'engage dans l'organisation des hôpitaux à Chambéry, tandis que sa femme et ses filles sont infirmières dans un hôpital militaire,. Il est ensuite recteur de l'académie de Besançon où il reste jusqu'à sa retraite en 1935.

### Auguste Comte et Condorcet
En 1899, Franck Alengry publie sa thèse, intitulée Essai historique et critique sur la sociologie chez Auguste Comte. Il y présente l'évolution de la pensée d'Auguste Comte et défend l'idée qu'il a fondé la sociologie,,.
En 1904, dans son livre sur Condorcet, guide de la Révolution française, Franck Alengry souligne l'actualité de Nicolas de Condorcet par rapport au « devoir d’assistance de l’État » et au « droit au travail », alors qu'est débattue une première série de lois sociales. Ce livre suit l'évolution des idées de Condorcet. L'ouvrage est présenté par l'American Journal of Sociology comme définitif et érudit, mais trop volumineux et exagéré en faisant de Condorcet un guide de la Révolution française, opinion également exprimée par Paul Mautouchet dans la Revue d'histoire moderne et contemporaine.
Franck Alengry meurt à Paris le 19 octobre 1946,, dans le 6e arrondissement.

## Décorations
Chevalier de la Légion d'honneur le 19 février 1919.
 Officier de la Légion d'honneur le 29 mars 1930.

## Œuvres
- Essai historique et critique sur la sociologie chez Auguste Comte, Paris, Alcan, 1899 (réimpr. Slatkine Reprints 1984), 512 p. (lire en ligne)[2],[5],[6],[7] (thèse principale)[12].
- (la) De jure apud Leibnitium. Hanc thesim parisiensi litterarum Facultati proponebat ad doctoris gradum promovendus, 1899 (thèse complémentaire)[12].
- L'Alcoolisme, Paris, Picard et Kaan, coll. « Bibliothèque d'instruction et d'éducation du citoyen », 1901, 32 p.[2].
- La déclaration des droits de l'homme et du citoyen, Paris, Picard et Kaan, 1901, 95 p. (lire en ligne).
- Condorcet, guide de la Révolution française, théoricien du droit constitutionnel et précurseur de la science sociale, Paris, V. Giard & E. Brière, 1904 (réimpr. Slatkine Reprints 1971), 891 p. (lire en ligne)[2],[9],[10].
- Précis de droit usuel, droit public et droit civil, Paris, Picard et Kaan, 1903[2].
- Psychologie et éducation, t. I : Leçons de psychologie, Paris, Alcide Picard, 1905, 368 p. (lire en ligne).
- Psychologie et éducation, t. II : Applications à l'éducation, Paris, Alcide Picard, 1906.
- Psychologie et éducation, t. III : Psychologie et morale appliquées à l'éducation, Paris, Alcide Picard, 1907, 355 p. (lire en ligne)
- Les vertus morales de génie et de l'œuvre de Pasteur : Causerie du Centenaire (1822-1922) dédiée à la jeunesse des Écoles, Paris, A. Picard - Librairie d'Education nationale, 1923, 82 p. (lire en ligne)
- La Philosophie politique de la Révolution française dans son expression la plus élevée : Condorcet, 1938[2].
- Turgot (1727-1781), homme privé, homme d'État, Paris-Limoges-Nancy, Charles Lavauzelle, 1942, 156 p. (lire en ligne)[2].
- Principes généraux de la philosophie sociale et politique du Maréchal Pétain. Ses principales applications : Charte du travail, éducation nationale, réorganisation de l'État, 1943[2].